# Sebastián Sáez
Jorge Sebastián Sáez (Santiago del Estero, Provincia de Santiago del Estero, Argentina, 24 de enero de 1985) es un futbolista argentino. Juega como delantero centro y actualmente juega en Unión La Calera de la Primera División de Chile.

## Trayectoria
Durante el segundo semestre 2012 jugó 23 partidos por Audax Italiano, convirtiendo 16 goles, tanto en  Copa Chile como en el Clausura. Con sus goles se consagró como máximo anotador de este último campeonato con el Audax Italiano. A mediados de 2013, deja Audax para firmar por el Al-Wakrah catarí. Tras tres temporadas, firma con el Emirates Club, donde se destacó como el goleador del equipo en la temporada 2016-17, con 13 goles en 26 partidos.
En mayo de 2018, fue anunciado como nuevo jugador de Universidad Católica. a fines de 2019, tras un bicampeonato nacional, deja el conjunto cruzado para firmar por Unión La Calera en enero de 2020. En diciembre de 2022, es anunciado como nuevo jugador de Everton. El 12 de diciembre de 2023 se informa su salida de Everton, anunciándose al día siguiente su fichaje por Huachipato de la misma división.

## Clubes
- Actualizado al último partido disputado el 13 de junio de 2025.

| Club                  | País                   | Año           | Partidos | Goles | Media goleadora |
| --------------------- | ---------------------- | ------------- | -------- | ----- | --------------- |
| Tiro Federal          | Argentina              | 2006-2007     | 18       | 2     | 0.11            |
| Central Córdoba (SdE) | Argentina              | 2007-2011     | 121      | 52    | 0.43            |
| Talleres              | Argentina              | 2011-2012     | 42       | 19    | 0.45            |
| Audax Italiano        | Chile                  | 2012-2013     | 41       | 30    | 0.73            |
| Al-Wakrah SC          | Catar                  | 2013-2016     | 77       | 45    | 0.58            |
| Emirates Club         | Emiratos Árabes Unidos | 2016-2018     | 56       | 29    | 0.52            |
| Universidad Católica  | Chile                  | 2018-2019     | 41       | 16    | 0.39            |
| Unión La Calera       | Chile                  | 2020-2022     | 70       | 26    | 0.37            |
| Everton               | Chile                  | 2023          | 31       | 16    | 0.52            |
| Huachipato            | Chile                  | 2024          | 32       | 4     | 0.13            |
| Unión La Calera       | Chile                  | 2025          | 19       | 8     | 0.42            |
| Total carrera         | Total carrera          | Total carrera | 548      | 247   | 0.45            |

## Palmarés

### Torneos nacionales
| Título             | Equipo                   | País  | Año  |
| ------------------ | ------------------------ | ----- | ---- |
| Primera División   | C.D Universidad Católica | Chile | 2018 |
| Supercopa de Chile | C.D Universidad Católica | Chile | 2019 |
| Primera División   | C.D Universidad Católica | Chile | 2019 |

### Distinciones individuales
| Distinción                                                 | Año    |
| ---------------------------------------------------------- | ------ |
| Máximo Goleador de la Primera División de Chile (13 goles) | 2012-C |
| Máximo Goleador de la Primera División de Chile (14 goles) | 2013-T |